# Matthias Mellinghaus
Matthias Mellinghaus (* 10. Mai 1965 in Iserlohn) ist ein in Herdecke aufgewachsener deutscher Ruderer und seit 2000 in Vancouver lebender Filmregisseur und Regieassistent. Mit dem Deutschland-Achter gewann er bei den Olympischen Spielen 1988 in Seoul die Goldmedaille.

## Biografie
Nach dem Abitur an der Friedrich-Harkort-Schule in Herdecke studierte Mellinghaus zuerst Germanistik und Geschichte und schloss anschließend das Studium der Regie an der Hochschule für Film und Fernsehen Potsdam (HFF „Konrad Wolf“) in Potsdam-Babelsberg ab. Seine Diplomarbeit schrieb er über den Filmregisseur und Vertreter des amerikanischen Independent-Autorenfilms Hal Hartley.
Er arbeitete unter anderem in Kanada, Marokko, Tschechien und Frankreich in den Bereichen Fernsehspiel, Fernsehserie, Dokumentarfilm und Werbung und betätigt sich hauptsächlich im Bereich der Regieassistenz. 2005 arbeitet er bei der Consultingfirma Sea and Sky in Vancouver.
Im Alter von 23 Jahren gewann er 1988 gemeinsam mit Thomas Domian, Armin Eichholz, Dr. Wolfgang Maennig, Thomas Möllenkamp, Bahne Rabe, Eckhard Schultz, Ansgar Wessling und dem Steuermann Manfred Klein im Ruderachter olympisches Gold und erhielt dafür – zusammen mit den Ruderern des Deutschland-Achters – das Silberne Lorbeerblatt. Mellinghaus startete dabei für seinen Heimatverein Ruderclub Westfalen Herdecke. Später drehte er über den ersten gesamtdeutschen Ruderachter 1996 den 30-minütigen Dokumentarfilm Neun Mann in einem Boot (Aquafilm, Köln).

## Filmografie
Regieassistenz bei internationalen Produktionen:
- 2001: Baby Geniuses II (2nd Unit), Kinofilm (Deutschland/USA/Großbritannien)
- 2002: Wildfire 7, kanadisches Drama
- 2003: The Legend of Eileen Chang, kanadische Fernsehserie in vier Folgen
- 2003: Deepwater, kanadisches Feature
- 2004: Too cool for Christmas, kanadisches Feature
- 2004: Thralls, kanadischer TV-Film
- 2004: Sams's Lake, kanadisches Feature
- 2005: Young Blades, französisch-britische Fernsehserie

Regieassistenz bei deutschen TV-Filmen/-Serien:
- 1997/98: Cobra 11 – Die Autobahnpolizei
- 1998: Gnadenlos 2
- 1998/99: Drachenland (ZDF)
- 1999: Ein Vater im Alleingang
- 2000: Sperling und das große Ehrenwort
- 2000: Klassentreffen
- 2001: True Visions

## Werke
- mit Dirk Fleiter: Knowing is not enough. Hal Hartley und seine Filme. Belleville, 2002, ISBN 3-933510-23-6.
- Empirie und Imagination. Ästhetische und soziale Konzepte in Hal Hartleys TRUST. Diplomarbeit. Hochschule für Film und Fernsehen, Fachrichtung Regie, Potsdam-Babelsberg 1997.